# 酒井啓史
酒井 啓史（さかい けいし）は、日本の男性アニメーター、キャラクターデザイナー。スタジオケルマディック所属。
「酒井啓史」「酒井啓」「酒井KEI」「酒井Kei」「酒井Key」の名前でクレジットされる。

## 参加作品

### テレビアニメ
- うる星やつら （1981年-1986年、原画）
- 星銃士ビスマルク （1984年-1985年、原画）
- ダーティペア （1985年、原画）
- 忍者戦士飛影 （1985年-1986年、原画）
- 機甲戦記ドラグナー （1987年-1988年、原画）
- ゲンジ通信あげだま （1991年-1992年、原画）
- 姫ちゃんのリボン （1992年-1993年、原画）
- 剣勇伝説YAIBA （1993年-1994年、原画）
- 鬼神童子ZENKI （1995年、原画）
- 愛天使伝説ウェディングピーチ （1995年-1996年、原画）
- 名探偵コナン （1996年-、原画）
- B'T-X （1996年、原画）
- ハーメルンのバイオリン弾き （1996年-1997年、原画）
- EAT-MAN （1997年、原画）
- ポケットモンスター （1997年-2002年、作画監督・原画）
- ルパン三世 1$マネーウォーズ （2000年、原画）
- こみっくパーティー （2001年、原画）
- ポケットモンスター アドバンスジェネレーション （2002年-2006年、作画監督・原画）
- 住めば都のコスモス荘 すっとこ大戦ドッコイダー （2003年、原画）
- ルパン三世 お宝返却大作戦!! （2003年、原画）
- ニニンがシノブ伝 （2004年、作画監督・原画）
- BUZZER BEATER （2005年、原画）
- SPEED GRAPHER （2005年、原画）
- ルパン三世 天使の策略 〜夢のカケラは殺しの香り〜 （2005年、原画）
- ローゼンメイデン トロイメント （2005年-2006年、原画）
- 女子高生 GIRL'S-HIGH （2006年、原画）
- 姫様ご用心 （2006年、原画）
- コヨーテ ラグタイムショー （2006年、原画）
- ちょこッとSister （2006年、原画）
- 武装錬金 （2006年-2007年、原画）
- 結界師 （2006年-2008年、原画）
- 奏光のストレイン （2006年-2007年、原画）
- 神曲奏界ポリフォニカ （2007年、原画）
- sola （2007年、原画）
- THE SKULLMAN （2007年、原画）
- ななついろ★ドロップス （2007年、原画）
- ケンコー全裸系水泳部 ウミショー （2007年、原画）
- BACCANO! -バッカーノ!- （2007年、原画）
- こどものじかん （2007年、原画）
- ソウルイーター （2008年-2009年、原画）
- 狂乱家族日記 （2008年、原画）
- 二十面相の娘 （2008年、原画）
- 天体戦士サンレッド （2008年、原画）
- しゅごキャラ!!どきっ （2008年-2009年、原画）
- 魍魎の匣 （2008年、原画）
- VIPER'S CREED （2009年、原画）
- 神曲奏界ポリフォニカ クリムゾンS （2009年、原画）
- 真マジンガー 衝撃! Z編 （2009年、作画監督協力・原画）
- GA 芸術科アートデザインクラス （2009年、原画）
- ご姉弟物語 （2009年-2010年、原画）
- ルパン三世 the Last Job （2010年、原画）
- アマガミSS （2010年、原画）
- BLEACH （2004年-2012年、作画監督協力・原画）
- カードファイト!! ヴァンガード （2011年-2012年、原画）
- べるぜバブ （2011年-2012年、原画）
- 放浪息子 （2011年、原画）
- うさぎドロップ （2011年、原画）
- プリティーリズム・オーロラドリーム （2011年-2012年、第二原画）
- 聖痕のクェイサーII （2011年、原画）
- うたの☆プリンスさまっ♪ マジLOVE1000% （2011年、原画）
- SKET DANCE （2011年-2012年、原画）
- 僕は友達が少ない （2011年、原画）
- マケン姫っ! （2011年、原画）
- UN-GO （2011年、原画）
- エリアの騎士 （2012年、原画）
- えびてん 公立海老栖川高校天悶部 （2012年、原画）
- 超速変形ジャイロゼッター （2012年-2013年、原画）
- 獣旋バトル モンスーノ （2012年-2013年、原画）
- ハヤテのごとく! CAN'T TAKE MY EYES OFF YOU （2012年、原画）
- ジョジョの奇妙な冒険 （2012年-2013年、原画）
- CØDE:BREAKER （2012年、原画）
- イクシオン サーガ DT （2012年-2013年、原画）
- DEVIL SURVIVOR 2 the ANIMATION （2013年、原画）
- ブラッドラッド （2013年、原画）
- 宇宙兄弟 （2012年-2013年、作画監督・原画）
- 君のいる町 （2013年、原画）
- ダイヤのA （2013年-、原画）
- ハマトラ （2014年、原画）
- 咲-Saki- 全国編 （2014年、原画）
- 最近、妹のようすがちょっとおかしいんだが。 （2014年、原画）
- いなり、こんこん、恋いろは。 （2014年、原画）
- ディーふらぐ! （2014年、原画）
- 僕らはみんな河合荘 （2014年、原画）
- モモキュンソード （2014年、作画監督・原画）
- ネトゲの嫁は女の子じゃないと思った?(2016年、原画)
- ハクション大魔王2020（2020年、原画）
- トニカクカワイイ（2020年、作画監督）
- BORUTO-ボルト- -NARUTO NEXT GENERATIONS-（2021年、作画監督・原画）
- 転生したらスライムだった件 転スラ日記（2021年、作画監督）

### OVA
- ダーティペアの大勝負 ノーランディアの謎 （1985年、原画）
- 県立地球防衛軍 （1986年、原画）
- デルパワーX 爆発みらくる元気!! （1986年、動画）
- 人魚の森 （1991年、原画）
- IZUMO （1991年、原画）
- うしおととら （1992年-1993年、原画）
- うしおととらCD（コミカル・デフォルメ）劇場 （1993年、キャラクターデザイン・作画）
- 逮捕しちゃうぞ （1994年-1995年、原画）
- 負けるな!魔剣道 （1995年、原画）
- ウェディングピーチDX （1996年-1997年、原画）
- ゲーム天国（1997年、原画）
- 桜通信 （1997年、作画監督）
- ピカチュウのふゆやすみ （1998年、作画監督）
- 蒼い海のトリスティア （2004年、原画）
- いちご100% （2005年、原画）
- ルパン三世 GREEN vs RED （2008年、原画）
- 名探偵コナン 10年後の異邦人 （2009年、原画）
- 参乗合体 トランスフォーマーGo! 忍編 （2013年、原画）

### 18禁OVA
- ステンレスナイト （1995年、原画）
- リゾートBOIN （2007年-2009年、原画）
- 貴方だけこんばんわ （2009年-2011年、原画）
- 彼女は花嫁候補生? （2009年-2010年、原画）
- 彼女×彼女×彼女 〜三姉妹とのドキドキ共同生活〜 （2009年-2011年、原画）
- 私の知らない妻の貌 （2010年、原画）
- 学園催眠隷奴 （2010年-2012年、原画）
- 聖徒会長ヒカル （2010年、作画監督）
- HHH トリプルエッチ （2010年-2012年、原画）
- ショッキングピンク! （2011年、原画）
- Brandish （2012年、原画）
- お嬢様☆嫁入り抗争! （2012年、原画）
- 魍魎の贄 （2012年-2013年、原画）
- 催眠術ZERO （2013年、原画）
- 女子高生の腰つき （2013年-、原画・第二原画）
- りんかん倶楽部 （2011年-2014年、原画）
- 本当にあった 女子○生 いけない秘密のアルバイト 明日香 （2014年、作画監督・原画）

### 劇場アニメ
- アニメ三銃士 アラミスの冒険 （1989年、原画）
- ぽこぽんのゆかいな西遊記（1990年、原画）
- 風を見た少年 （2000年、原画）
- ああっ女神さまっ （2000年、原画）
- 頭文字D Third Stage -INITIAL D THE MOVIE- （2001年、原画）